# تشارلز بي. لولور
تشارلز بي. لولور (بالإنجليزية: Charles B. Lawlor)‏ هو ملحن وكاتب أغاني أمريكي، ولد في 2 يونيو 1852 في دبلن في جمهورية أيرلندا، وتوفي في 31 مايو 1925 في نيويورك في الولايات المتحدة.

## وصلات خارجية
- تشارلز بي. لولور على موقع IMDb (الإنجليزية)
- تشارلز بي. لولور على موقع ميوزك برينز (الإنجليزية)
- تشارلز بي. لولور على موقع قاعدة بيانات برودواي على الإنترنت (الإنجليزية)
- تشارلز بي. لولور على موقع ديسكوغز (الإنجليزية)